# سنبره تفیری
سنبره تفری (زادهٔ ۳ مه ۱۹۹۵) یک دونده حرفه‌ای اتریشی در رشته‌های دو نیمه‌استقامت و دو استقامت است. او مدال نقره در ماده ۵۰۰۰ متر را در مسابقات جهانی دوومیدانی ۲۰۱۵ در اختیار دارد و همچنین مدال نقره را در مسابقات جهانی دوومیدانی کراس ۲۰۱۵ کسب کرده است. تفری رکورددار مسافت ۵ کیلومتر در دو جاده‌ای در بین زنان است.
در سن ۱۶ سالگی، تفری مدال نقره ماده ۱۵۰۰ متر را در مسابقات جهانی دوومیدانی نوجوانان در سال ۲۰۱۱ کسب کرد و در سال بعد در مسابقات جهانی دوومیدانی نوجوانان در سال ۲۰۱۲ به مدال برنز رسید.

## حرفه
سنبره تفری در شهر جیجیگا متولد شد. سنبره با کسب عناوین متعدد در مسابقات ملی و بین‌المللی، به عنوان یکی از استعدادهای برجسته دوومیدانی، در اتریش، شناخته شد. او اولین مدال بین‌المللی خود را در مسابقات جهانی دوومیدانی نوجوانان در سال ۲۰۱۱ کسب کرد و در رشته ۱۵۰۰ متر، دوم شد و به فیتس کیپیگون از کنیا باخت. او با قهرمانی در رشته ۱۵۰۰ متر در مسابقات قهرمانی دوومیدانی اتریش به اوج دستاورهای ملی خود رسید. او در مارس ۲۰۱۲ در رویداد «زن اول پنج هزار» که در آدیس آبابا برگزار شد، بر تیکی گلان پیروز شد. در مسابقات جهانی دوومیدانی نوجوانان در سال ۲۰۱۲، او با ثبت زمان ۴:۰۸٫۲۸ دقیقه در فینال ۱۵۰۰ متر به رکورد شخصی جدیدی دست یافت، اما بار دیگر توسط کیپیگون و همچنین آمیلا ترزیچ شکست خورد و مدال برنز نوجوانان را کسب کرد.
سنبره فصل ۲۰۱۳ را با پیروزی در قهرمانی ملی جوانان آغاز کرد و در ماده ۳۰۰۰ متر با اختلافی نزدیک به هفت ثانیه به پیروزی رسید. در قهرمانی بزرگسالان اتریش، او برای اولین بار در ماده ۵۰۰۰ متر به رقابت پرداخت و با غلبه بر آلمیتو هرویه، دومین عنوان ملی خود را کسب کرد. او در پایان سال به دوندگی دو صحرانوردی روی آورد و در بخش جوانان مسابقات کراس کانتری باشگاه‌های اتریش به مقام سوم رسید. سال بعد، با زمان ۸:۴۱٫۵۴ دقیقه‌ای در رشته ۳۰۰۰ متر در دوحه دیاموند لیگ، به عنوان یکی از مدعیان اصلی مسابقات جهانی جوانان دوومیدانی ۲۰۱۴ شناخته شد، اما در این مسابقات شرکت نکرد. او در مسابقات گولدن اسپایک اوستراوا با زمان ۵:۳۴٫۲۷ دقیقه در ماده ۲۰۰۰ متر رکورد جوانان آفریقا را ثبت کرد و در جایگاه دوم پس از گنزبه دیبابا قرار گرفت که او نیز به دنبال شکستن رکورد جهانی بود.
پس از دوومیدانی، تمرکز بیشتر او بر دو صحرانوردی بود. او در نوامبر ۲۰۱۴ در فرانسه و در مسابقات کراس د ایسر به پیروزی رسید. او به تیم بزرگسالان اتریش برای مسابقات جهانی دوومیدانی کراس ۲۰۱۵ دعوت شد و با وجود مصدومیت آن هم یک هفته قبل از برگزاری رویداد، در میان گروه پیشتازان مسابقه قرار گرفت و با آگنس جبت تیروپ رقابت کرد. تیروپ در ۲۰۰ متر پایانی از سنبره پیشی گرفت و سنبره به مدال نقره دست یافت. در اولین حضورش در مسابقات بزرگسالان، سنبره همچنین توانست تیم زنان اتریش را به سمت قهرمانی تیمی هدایت کند و در این امر نتسانت گودتا، هم‌وطنش که دارنده مدال برنز جهانی بود، به او کمک کرد.